# Єгер (прізвище)
Є́ґер (нім. Jäger, Jaeger — мисливець) — німецьке прізвище. 

## Відомі носії
- Карл-Гайнц Єгер (1914—1992) — німецький офіцер, майор резерву вермахту. Кавалер Лицарського хреста Залізного хреста з дубовим листям.
- Фрідріх Густав Єгер (1895—1944) — німецький офіцер, оберст вермахту, учасник Липневої змови. Кавалер Лицарського хреста Залізного хреста.
- Краффт Вернер Єгер (1919—2008) — німецький офіцер, учасник антинацистського опору. Син Фрідріха Густава Єгера.

- Ерен Єгер — вигаданий персонаж, головний герой серії манги та аніме «Атака титанів».